# NGC 63

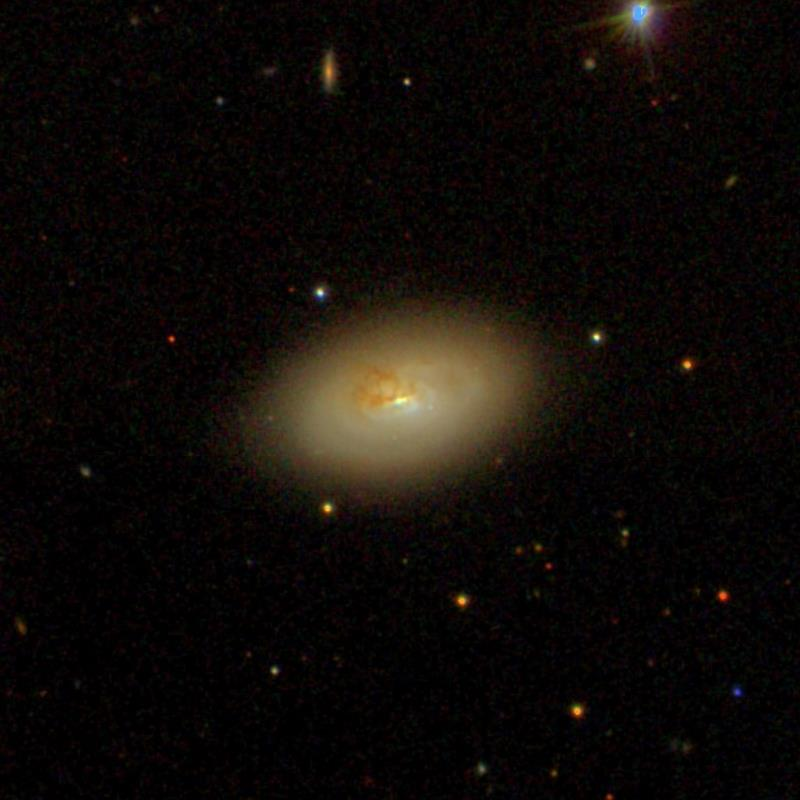
NGC 63

NGC 63是雙魚座的一個漩渦星系。星等為11.8，赤經為17分45.5秒，赤緯為+11°27'0"。在1865年4月27日首次被德國天文學家達赫斯特發現。